# Fados de Coimbra (EP de José Afonso)
Fados de Coimbra é um EP de José Afonso, lançado em 1956.

## Faixas
| N.º | Título                  | Compositor(es)               | Duração |  |
| 1.  | "Incerteza"             | Tavares de Melo              |         |  |
| 2.  | "Mar Largo"             | Paulo de Sá                  |         |  |
| 3.  | "Aquela Moça da Aldeia" | António Menano               |         |  |
| 4.  | "Balada"                | Popular açoriana/José Afonso |         |  |